# Niphargobates orophobata
Niphargobates orophobata is een vlokreeftensoort uit de familie van de Niphargidae. De wetenschappelijke naam van de soort is voor het eerst geldig gepubliceerd in 1981 door Sket.